# Čredna imunost
Čredna ali kolektivna imunost pomeni posredno zaščito pred nalezljivimi boleznimi, ki nastane, kadar je velik delež prebivalstva imun proti okužbi, bodisi zaradi že prebolele okužbe ali pa zaradi cepljenja, s tem pa so pred okužbo zaščiteni tudi neimuni posamezniki. V populaciji, v kateri je velik delež posameznikov razvilo imunost proti določeni okužbi, je namreč malo verjetno, da bi ti posamezniki prenašali bolezen in s tem se verige prenosov okužbe prekinejo oziroma omejijo.  Večji je delež imunih posameznikov, manjša je verjetnost, da bi neimuni posamezniki prišli v stik z okuženo osebo.
Posamezniki lahko imunost razvijejo tako, da prebolijo okužbo, ali da prejmejo cepivo. V populaciji nekateri posamezniki ne morejo prejeti cepiva zaradi svojega zdravstvenega stanja, na primer zaradi imunske pomanjkljivosti ali imunosupresivnega zdravljenja. Zanje je čredna imunost bistveni način zaščite pred nalezljivimi boleznimi. Če se v populaciji doseže določen prag imunosti, se s pomočjo čredne imunosti lahko določena bolezem sčasoma odpravi.  Če se taka odprava bolezni doseže v svetovnem merilu, lahko pride do t. i. izkoreninjenja bolezni, kar pomeni, da ni več primerov okužb. S čredno imunostjo zaradi uspešne precepljenosti prebivalstva smo dosegli izkoreninjenje črnih koz leta 1977, pojavnost številnih drugih nalezljivih bolezni pa se je močno zmanjšala. Čredna imunost je mogoča le za prenosljive bolezni, torej tiste, ki se prenašako s posameznika na posameznika. Tetanus, na primer, je prav tako kužna bolezen, vendar se ne prenaša s posameznika na posameznika in pri zaščiti čredna imunost nima vloge.
Čredno imunost so kot naravni pojav prepoznali že v 30-ih letih prejšnjega stoletja, ko so ugotovili, da se je število novih okužb, potem ko je bilo znatno število otrok že prekuženih z ošpicami, začasno zmanjšalo, tudi med otroci, ki sicer niso imeli razvite imunosti. Odtlej se je začelo uveljavljati množično cepljenje z namenom dosege čredne imunosti ter se izkazalo kot učinkovit način preprečevanja številnih nalezljivih bolezni. Porajajoče se nasprotovanje cepljenju je začelo predstavljati izziv čredni imunosti in povzročilo, da v nekaterih skupnostih stopnja precepljenosti ni dovoljšnja in določene nalezljive bolezni ostajajo tam prisotne ali pa so se celo vrnile po obdobju obvladanja.

## Pozitivni učinki

### Zaščita neimunih posameznikov
Nekateri posamezniki po cepljenju ne razvijejo imunosti ali pa iz medicinskih razlogov ne smejo prejeti cepiva. Novorojenci na primer številnih cepiv ne morejo prejeti, in sicer zaradi varnostnih pomislekov in še ne povsem razvitega imunskega sistema. Bolniki, si imajo pomanjkljiv imunski sistem na primer zaradi HIV-a/aidsa, limfoma, levkemije, rakave bolezni kostnega mozga, bolezni vranice, zdravljenja s kemoterapijo ali obsevanjem, lahko izgubijo imunost, ki so jo predhodno razvili, in zaradi imunske pomanjkljivosti cepiva nimajo učinka.
Cepiva nasplošno nimajo 100-odstotne učinkovitosti in pri nekaterih posameznikih ne pride do ustreznega imunskega odziva, ki bi zagotavljal dolgoročno imunost. Tako v populaciji obstajajo posamezniki brez imunosti kljub cepljenju. Nadalje nekateri posamezniki zaradi kontraindikacij ne smejo prejeti cepiv. Poleg pomanjkanja imunosti lahko imajo ti posamezniki iz ranljivih skupin zaradi svojega zdravstvenega stanja zvečano dovzetnost za razvoj zapletov, če pri njih pride do okužbe; v primeru dovoljšnje stopnje imunosti v populaciji jih ščiti le čredna imunost.
Visoka stopnja imunosti v določeni starostni skupini lahko ustvari čredno imunost tudi za druge starostne skupine. Precepljenost odraslih proti oslovskemu kašlju zmanjša pojavnost bolezni tudi pri otrocih, ki so premajhni, da bi bili cepljeni in ki so sicer dovzetnejši za zaplete ob okužbi. To je pomembno zlasti za stanje znotraj družine, kjer se zgodi največ prenosov okužb na majhne otroke. Na enak način se ob dobri preepljenosti otrok proti pnevmokoknim okužbam zmanjša pojavnost bolezni pri njihovih mlajših, sicer neimunih sorojencih. Cepljenje otrok proti pnevmokoknim in rotavirusnim okužbam je doprineslo k zmanjšanju števila primerov hospitalizacij zaradi teh okužb tudi pri necepljenih starejših otrocih in odraslih. Gripa ima praviloma težji potek pri starejših bolnikih, vendar ima po drugi strani pri starejših bolnikih cepivo proti gripi manjšo učinkovitost zaradi oslabljenega imunskega sistema pri tej starostni skupini. Precepljenost proti sezonski gripi pri šoloobveznih otrocih, pri katerih je cepivo učinkovitejše,  je pokazala, da nudi zaščito v neki meri tudi za neprecepljeno starejšo populacijo.
Pri spolno prenosljivih boleznih (SPB) lahko visoka stopnja imunosti pri posameznikih enega spola zagotovi čredno imunost, ki zaščiti tudi drugi spol. Zato ustrezno visoka precepljenost proti SPB pri enem spolu pomaga pri znatnem zmanjšanju pojavnosti tudi pri drugem spolu. Čredna imunost proti SPB, temelječa na precepljenosti ženske populacije, pa ni učinkovita pri zagotavljanju zaščite med istospolnimi moškimi. Če je precepljenost med populacijo ciljnega spola prenizka, je smiselno cepljenje tudi populacije drugega spola, da se zagotovi dovoljšnja zaščita ciljnega spola. Odprava SPB iz populacije je lahko težavna zaradi posameznikov z visokotveganim vedenjem; večina primerov okužb se sicer pojavi med posamezniki z zmernotveganim vedenjem, vendar pa večina prenosov okužb izhaja iz skupine posameznikov z visokotveganim vedenjem. Zaradi teh razlogov je v nekaterih populacijah za dosego čredne imunosti potrebna ustrezna precepljenost visokotveganih skupin ali posameznikov obeh spolov.

### Izkoreninjenje bolezni
Če v populaciji pride do čredne imunosti in ta vztraja dovolj časa, se bolezen odpravi (eliminira), kar pomeni, da ni več novih endemičnih prenosov okužbe. Če se takšna odprava bolezni doseže v svetovnem merilu in ko več let ni novih primerov okužbe, se lahko razglasi tako imenovano izkoreninjenje bolezni. Izkoreninjenje je lahko končni učinek javnozdravstvenih pobud za nadzor nad širjenjem določene bolezni.
Koristi izkoreninjenja so izničenje zbolevnosti in smrtnosti zaradi določene bolezni, finančni prihranki za posameznike, zdravstvo in vlade ter preusmeritev virov za nadzor nad dotično boleznijo v druge namene. Doslej so v svetu s pomočjo cepljenja in čredne imunosti uspešno izkoreninili dve kužni bolezni, govejo kugo pri živini ter črne koze pri ljudeh. Smo tudi blizu izkoreninjenja otroške ohromelosti, vendar ga delno ovirajo nemiri med prebivalstvom ter nezaupanje v sodobno medicino v določenih predelih sveta. Če se za cepljenje prostovoljno ne odloči dovoljšen delež prebivalstva, je za dosego izkoreninjenja bolezni lahko v pomoč obvezno cepljenje.

## Negativni učinki

### Nastanek novih sevov
Čredna imunost predstavlja za dotični virus evolucijski pritisk, kar pomeni, da vpliva na evolucijo virusa s spodbujanjem nastanka novih sevov, ki bi »ubežali« imunosti in se zato lažje širili med prebivalstvom. Na molekularni ravni to pomeni, da pride do antigenskega odmika (angl. antigenic drift), tako da se nakopiči dovolj mutacij v virusu v predelu genoma, ki zapisuje virusne antigene na njegovi površini, najpogosteje beljakovine, ki tvorijo virusno kapsido, ter se spremeni virusni epitop. 
Lahko pa pride tudi do večje spremembe v zgradbi površinskih beljakovin virusa, tako imenovanega antigenskega premika (angl. antigenic shift) zaradi genetske rekombinacije. Do antigenskega premika pride zlasti, ko kroži v populaciji več sevov istega virusa in pride do prerazporejanja segmentov virusnega genoma med sevi, kot rezultat pa se lahko pojavi nov serotip. Posledica antigenskega odmika ali premika je lahko neprepoznavanje virusa s strani spominskih limfocitov T in s tem izguba imunosti na nov sev. Epidemije virusov gripe in norovirusov povzročijo začasno čredno imunost, dokler se ne pojavijo novi dominantni sevi, ki povzročijo nove epidemije. Zaradi evolucije virusov, ki predstavlja izziv čredni imunosti, so v razvoju široko nevtralizirajoča protitelesa in »univerzalna cepiva«, ki bi nudila zaščito ne le za določene serotipe.

### Razširitev drugih serotipov
Zaradi visokega deleža imunih posameznikov se razširjenost določenih serotipov povzročitelja, proti katerih je cepivo učinkovito, močno zmanjša. Pri tem se lahko razširijo drugi serotipi. Po uvedbi cepiva proti Streptococcus pneumoniae se je v populaciji močno zmanjšalo nosnožrelno nosilstvo  serotipov, ki jih je pokrivalo cepivo, vključno z nekaterimi serotipi z znano odpornostjo proti antibiotikom; povečalo pa se je nosilstvo serotipov, ki jih cepivo ni pokrivalo. Pri tem ni prišlo do sorazmernega povečanja primerov bolezni, saj so bili serotipi, ki jih cepivo ni pokrivalo, manj invazivni. Kasneje so prišla na tržišče pnevmokokna cepiva, ki nudijo zaščito tudi pred na novo razširjenimi serotipi in so tako uspešno obvladala njihovo širjenje. Tudi v prihodnje obstaja možnost širjenja serotipov, za katere cepivo ne zagotavlja imunosti, zato razvijajo nove pristope za še širše pokritje serotipov, na primer z uporabo inaktiviranih živih cepiv, ki vsebujejo več površinskih antigenov, ali cepiv z beljakovinami, ki so prisotne pri čim širšem naboru serotipov.